# Ielena Kirillova
Ielena Igorevna Danilotchkina, (en russe : Елена Игоревна Данилочкина), épouse Kirillova (Кириллова), née le 27 janvier 1986 à Moscou, est une joueuse russe de basket-ball évoluant au poste d'arrière.

## Biographie
Elle fait ses premiers pas avec les sélections russes en 2001 où elle dispute le championnat d'Europe cadettes à Riga où la Russie termine à la seconde place. La saison suivante, lors du championnat d'Europe junior, la Russie l'emporte sur la France. Danilotchkina, meilleure interceptrice de son équipe, réalise des statistiques de 10,3 points, 5,1 rebonds, 1,6 passe décisive en 30 minutes 8. Deux ans, plus tard, elle remporte deux titres européens : le titre chez les juniores avec une victoire 77 à 55 sur les Espagnoles, et le titre des 20 ans et moins après une victoire 80 à 64 face à la France. Durant ces deux compétitions, ses statistiques sont respectivement de 10,6 points, 6,3 rebonds et 2,0 passes puis de 9 points, 2,7 rebonds et 1,4 passe.
La saison suivante, elle dispute le mondial 2005 des 19 ans et moins, compétition où son équipe termine au quatrième rang. Elle inscrit 12 points, capte 3,0 rebonds et délivre 1,0 passe. Elle remporte une nouvelle médaille d'or européenne lors de l'Euro 2006 des 20 ans et moins, compétition où ses statistiques sont de 10,1 points, 5,3 rebonds, et 1,5 passe. Elle dispute une nouvelle compétition dans les catégories de jeunes avec le championnat du monde des 21 ans et moins où elle inscrit 13,8 points, capte 3,9 rebonds et délivre 0,9 passe.
Elle rejoint l'équipe de Russie avec laquelle elle dispute sa première compétition officielle lors du mondial 2010. La Russie s'incline en quart de finale face à la Biélorussie sur le score de 70 à 53. Les statistiques de Danilotchkina sur la compétition sont de 6,1 points, 1,9 rebond et 0,7 passe.
Lors de sa seconde compétition avec l'équipe nationale, lors du championnat d'Europe 2011, elle présente la meilleure moyenne aux tirs à trois points de la compétition, 2,3. Elle termine également sixième à la moyenne de points par rencontres avec 13,9. Elle ajoute 1,1 rebond et 1,1 passe. Elle s'avère d'autant plus importante pour son équipe en réalisant ses deux meilleures performances avec 18 points lors des deux rencontres éliminatoires des quarts de finale puis de la demi-finale. En finale, elle inscrit 12 points et 3 passes en 32 minutes dans une rencontre remportée 59 à 42. Elle est également récompensée à titre individuel du trophée de meilleure joueuse de la compétition. Elle figure également dans le meilleur cinq, équipe également composée de sa compatriote Maria Stepanova, de la Croate Sandra Mandir, de la Tchèque Eva Vítečková et de la Turque Nevriye Yılmaz.

## Palmarès

### Équipe de Russie
- Championnat d'Europe
  -  Médaille d'or au Championnat d'Europe 2011 en Pologne

- Compétitions de jeunes 
  -  championnat d'Europe des 20 ans et moins 2006
  -  championnat d'Europe des 20 ans et moins 2004
  -  championnat d'Europe juniores 2004
  -  championnat d'Europe juniores 2002
  -  championnat d'Europe cadettes 2001 à Riga

### Distinctions personnelles
Elle est élue meilleure joueuse du championnat d'Europe 2011, compétition dont elle est nommée dans le meilleur cinq.